# 바르셀로나 지하철
바르셀로나 지하철(카탈루냐어: Metro de Barcelona, 스페인어: Metro de Barcelona)은 스페인 카탈루냐 지방의 수도 바르셀로나 시와 교외 지역을 다니는 도시 철도 체계이다. 바르셀로나 광역 교통(TMB)과 카탈루냐 자치정부 철도 (FGC)에서 운영하고 있으며, 바르셀로나 도시교통공사의 통합 요금체계에 따르고 있다.
현재 총 12개의 노선이 운영중에 있다. 가장 최근에 개통된 9호선 (2009년)과 10호선 (2016년)은 일부 구간만 개통되었으며, 나머지 구간은 아직 공사 중에 있다. 이 두 노선과 11호선은 2009년부터 무인 운행체계를 구축해 운영되고 있다.

## 역사
바르셀로나에 지하철이 처음으로 영업에 들어간 것은 지난 1863년으로, 당시 민간기업인 '사리아-바르셀로나 철도회사' (Ferrocarril de Sarrià a Barcelona)에서 운영하였다. 사리아는 옛날 카탈루냐의 한 지역으로 1916년부터 바르셀로나 시에 편입되었다. 이때 지어진 지하철 노선은 지금의 바르셀로나 지하철 6호선에 해당되며, 카탈루냐 자치정부 철도에서 운영되고 있는 구간이다. 당시에는 지금처럼 몇호선 하는 식으로 명명하지 않고 사리아 선, 발메스 선 등으로 이름을 붙였는데, 런던 지하철의 명명법에서 영향을 받았기 때문이다.
1920년대 들어서면서부터는 기존의 노선에 새로운 노선이 또 건설되어 별도로 운영되었다. 1924년 개통된 '그란 메트로' (Gran Metro, 지금의 3호선 구간)과 그로부터 2년 뒤에 개통된 '메트로 트란스베르살' (Metro Transversal, 지금의 1호선 구간)이 그것이었다. 그란 메트로는 레셉스와 카탈루냐 광장을 잇는 노선이었고, 메트로 트란스베르살은 카탈루냐 광장과 라보르데타를 잇는 노선으로서 바르셀로나 중심의 에스파냐 광장과 몬주익 언덕 (만국박람회장)을 지나갔다. 사리아-바르셀로나 철도회사와는 달리 이들 노선의 이름에 '메트로'가 들어간 것은 파리 메트로에서 영향을 받았기 때문이었다.
오늘날 바르셀로나 지하철은 12개 노선으로 구성되며, 바르셀로나 광역 교통(TMB)와 카탈루냐 자치정부 철도 (FGC)에서 각각 운영하고 있다. 바르셀로나 지하철의 요금과 명명법은 바르셀로나 도시교통공사의 지침에 따라 이뤄진다. 바르셀로나 도시교통공사는 지하철 외에도 시내버스와 교외버스, 트램노선, 통근철도, 지역철도 등 바르셀로나 시의 대중교통 전반을 관할하고 있다.

## 노선

### 노선도
TMB는 1~5호선에 9~11호선까지 총 8개 노선을 운영하고 있다. 이들 노선의 총연장 길이는 102.6km이며, 역수는 141개다. FGC는 6호선, 7호선, 8호선, 12호선을 운영하고 있다. 12호선 전 구간과 7호선 일부 구간을 제외하면 통근철도 노선과 선로를 공유해 쓰고 있다.
다음은 바르셀로나 지하철의 노선도이다. 공식 노선도는 아니며, 최근에 나오는 일부 노선도에는 렌페나 FGC 지역철도 노선이나 주요 트램 노선과 정거장을 표시하기도 한다.

### 노선 목록
| 호선                | 시종착역                                   | 운영사 | 현재 길이 | 계획된 길이 | 현재 역수 | 계획된 역수 | 첫 개통 |
| ------------------- | ------------------------------------------ | ------ | --------- | ----------- | --------- | ----------- | ------- |
|                     | 오스피탈 데 벨비제 – 폰도                  | TMB    | 20.700 km | 29.758 km   | 30        | 38          | 1926년  |
|                     | 파랄렐 – 바달로나 폼페우 파브라            | TMB    | 13.700 km | 18.466 km   | 18        | 34          | 1995년  |
|                     | 조나 우니베르시타리아 – 트리니타트 노바    | TMB    | 18.400 km | 20.024 km   | 26        | 36          | 1924년  |
|                     | 트리니타트 노바 – 라 파우                  | TMB    | 17.300 km | 18.916 km   | 22        | 26          | 1973년  |
|                     | 코르넬랴 센트레 – 발 테브론                | TMB    | 19.168 km | 19.168 km   | 26        | 27          | 1959년  |
|                     | 카탈루냐 – 사리아                          | FGC    | 4.884 km  |             | 8         |             | 1929년  |
|                     | 카탈루냐 – 아빙구다 티비다보               | FGC    | 4.634 km  | 4.634 km    | 7         | 7           | 1953년  |
|                     | 에스파냐 – 몰리 노우-시우타트 코오페라티바 | FGC    | 11.266 km | 11.266 km   | 11        | 21          | 2000년  |
|                     | 아에로포르트 T1 – 조나 우니베르시타리아    | TMB    | 19.600 km | 47.800 km   | 15        | 39          | 2009년  |
| 라 사그레라 – 칸 잠 | 7.867 km                                   | TMB    | 9         | 47.800 km   |           | 39          | 2009년  |
|                     | 라 사그레라 – 고르그                       | TMB    | 5.570 km  | 47.800 km   | 6         | 33          | 2010년  |
|                     | 트리니타트 노바 – 칸 쿠이아스              | TMB    | 2.109 km  |             | 5         |             | 2003년  |
|                     | 사리아–레이나 엘리센다                     | FGC    | 0.600 km  | 3.200 km    | 2         | 5           | 2016년  |